# Rosa Tran
Rosa Tran é uma produtora cinematográfica americana. Como reconhecimento, foi nomeada ao Oscar 2016 na categoria de Melhor Filme de Animação por Anomalisa.